# Балуошас (озеро, Швенчёнский район)
Балуошас (лит. Baluošas) — небольшое озеро на востоке Литвы, расположенное на территории национального парка Аукштайтия.
Балуошас находится в Швенчёнском районе, в 13.5 км к северо-западу от города Пабраде. Протяжённость озера с запада на восток 4,1 км, максимальная ширина 0,85 км. Самая глубокая точка озера находится в северо-восточной части и достигает глубины 37,5 метров. Площадь озера составляет 2,449 км². Длина береговой линии Балуошаса составляет 15,05 км (19,4 км с учетом побережья островов). Южный и северный берега возвышенные, западный и восточный — заболоченные. На озере есть четыре острова, заросших лесом. В водах Балуошаса встречаются 16 видов рыб: лещ, обыкновенная плотва, щука, речной окунь, красноперка, европейская корюшка, карась, густера, сазан, линь, речной угорь, европейская ряпушка, уклейка, ёрш, налим и судак.